# 연구용 원자로
연구용 원자로는 방사선 및 중성자를 이용한 다양한 과학기술 분야의 연구개발을 목적으로 설계된 원자로이다.
핵연료의 핵분열 시 방출되는 방사선 및 중성자를 이용한 각종 연구와 교육, 훈련, 기술개발 등에 활용되는 원자로로, 전기생산이 목적이 아니므로 규모가 상용원자로보다 작고 시스템이 단순하다. 또한 상용로에 비해 저온, 저압 상태에서 운전되며, 원자로 운용에 필요한 핵연료의 양도 비교적 매우 적다. 대신에 효율적인 연구와 실험을 위해 노심의 중성자 밀도를 높여야하므로 상용로와 비교했을 때 노심의 설계가 복잡하고 다양하다는 특성을 갖는다.
연구용 원자로는 대부분 열출력이 낮은 만큼 운전온도가 낮기 때문에 초기에는 알루미늄과 농축도 90% 이상의 우라늄합금연료를 사용했으나, 현재는 우라늄 농축도를 20%로 낮추면서 우라늄과 실리콘 합금으로 된 심재를 알루미늄피복으로 감싼 형태의 연료를 사용한다. 최근 핵연료의 성능을 높이기 위해 우라늄과 몰리브덴 합금 연료가 개발되고 있으며, 부산시 기장에 건설될 연구로에서는 우라늄-몰리브덴 합금을 연료로 사용할 예정이다. 한편, 감속재와 냉각재는 원자로의 특성 및 용도에 따라 중수, 흑연, 베릴륨 등 다양한 물질이 사용된다.
대부분의 연구용 원자로는 수심 5m 정도의 대형수조 내부에 원자로가 설치되는 수조형(Pool type)이며, 핵연료의 운영온도는 200℃ 이하, 냉각재의 운영온도는 50℃ 이하로 설계되며, 운영압력은 20기압 정도로 유지된다. 이는 상용로와 비교하면 운영온도와 압력이 매우 낮은 수준으로 그만큼 노심의 안정성을 뒷받침해 준다.
사용목적에 따라 핵연료와 감속재의 비율을 바꾸며 원자로의 임계 상태를 조정해가며 핵반응을 실험하는 임계로(critical assembly), 동위원소 생산을 목적으로 하는 동위원소생산로, 핵무기용 고농축도 플루토늄(Pu)을 생산하는 생산로, 실용 규모 기술의 실증과 경제성 평가를 위한 실증로(prototype reactor), 여러 가지 목적을 가진 다목적로(multi-purpose reactor) 등이 포함된다. 한편, 출력에 따라서는 250kWth 이하의 저출력원자로와 10MWth 이상의 고출력원자로로 분류되기도 한다.
연구용 원자로는 2016년 기준으로, 세계적으로 69개국에서 262기가 운전 중이며, 이 중 고출력원자로의 비중은 약 24% 수준이다. 연구로/시험로의 규모와 수는 국가과학기술 수준 및 경제력과 직접적으로 관련이 있다. 따라서 전 세계 연구로/시험로의 약 65%가 미국, 러시아, 일본, 프랑스, 독일, 중국, 캐나다 등의 국가에서 운영되고 있다.

## 하나로
대한민국에서는 1962년 이래 연구 및 교육용 원자로를 지속적으로 가동하고 있으며, 현재 한국원자력연구원에서 열출력 30MW의 원자로인 하나로(HANARO)를 운영 중이다. 하나로는 현재 세계에서 가장 활발하게 연구에 이용되고 있는 원자로의 하나이며, 냉중성자 설비를 비롯한 다양한 실험 시설 및 설비가 구비되어 많은 분야의 실험이 가능하다. 또한 대한민국은 그동안 축적한 연구로 기술을 이용해 네덜란드의 델프트 공대 연구로의 출력개선 및 프로젝트를 수행하였고, 요르단에 연구로를 수출하기도 하였다.

## 핵무기 개발
연구용 원자로는 핵무기 개발에 사용된다. 즉, 상업용 원전은 매우 규모가 커야 하는데, 핵무기 생산을 위해서는 그렇게 거대한 원전이 필요하지 않다.
이란 아라크 연구용 원자로는 열출력 40메가와트 중수로인데, 1년 동안 풀가동을 해서 사용후핵연료를 재처리하면, 플루토늄 10~12 kg을 생산할 수 있다.
열출력 30메가와트의 흑연 감속로인 영변 5메가와트 원자로는 3년마다 8000개의 핵연료봉 또는, 매년 2500개의 핵연료봉을 교체하며, 폐연료봉 2500개를 재처리하여 25-30 kg의 무기급 플루토늄을 추출할 수 있다. 폐연료봉 2500개의 재처리에 한달 정도의 시간이 걸린다. 1993년 4월 12일, 러시아 시사주간 골로스(목소리)지는 폐연료봉 2500개에서 15∼18kg의 플루토늄을 매년 생산한다고 보도했다. 북한 핵개발 시설에서 10년간 일하다 1994년 망명한 김대호는 북한이 원자로 가동을 중단했던 89년, 90년, 91년에 핵연료봉에서 (매년) 플루토늄 12 kg을 추출했다고 진술했다.
1970년대 미국 기술로 플루토늄 1.5 kg으로 폭발력 5 kt의 핵분열탄을 만들 수 있고, 여기에 수소탱크를 장착하면, 1메가톤의 수소폭탄을 만들 수 있다.

## 더 보기
- 하나로 원자로